# Perioculodes puliciformis
Perioculodes puliciformis is een vlokreeftensoort uit de familie van de Oedicerotidae. De wetenschappelijke naam van de soort is voor het eerst geldig gepubliceerd in 1888 door Giles.